# Saison 2023 de l'équipe cycliste féminine Jumbo-Visma
La saison 2023 de l'équipe féminine Jumbo-Visma est la troisième de la formation. Fem van Empel est la principale recrue et Anouska Koster le principal départ de l'équipe.
Riejanne Markus est quatrième de Liège-Bastogne-Liège et du Tour d'Espagne avant de s'imposer sur la Classique féminine de Navarre. Elle est championne des Pays-Bas du contre-la-montre. Anna Henderson est deuxième des championnats d'Europe du contre-la-montre et quatrième des mondiaux. Elle est également troisième du Simac Ladies Tour. Marianne Vos gagne deux étapes du Tour d'Espagne mais ne lève pas les bras au Tour d'Italie, malgré deux deuxième places. Karlijn Swinkels est quatrième de Gand-Wevelgem. En cyclo-cross, Fem van Empel devient championne du monde. Riejanne Markus est vingt-deuxième du classement UCI et vingt-cinquième de l'UCI World Tour. Jumbo Visma est huitième des deux classements par équipes.

### Partenaires et matériel de l'équipe

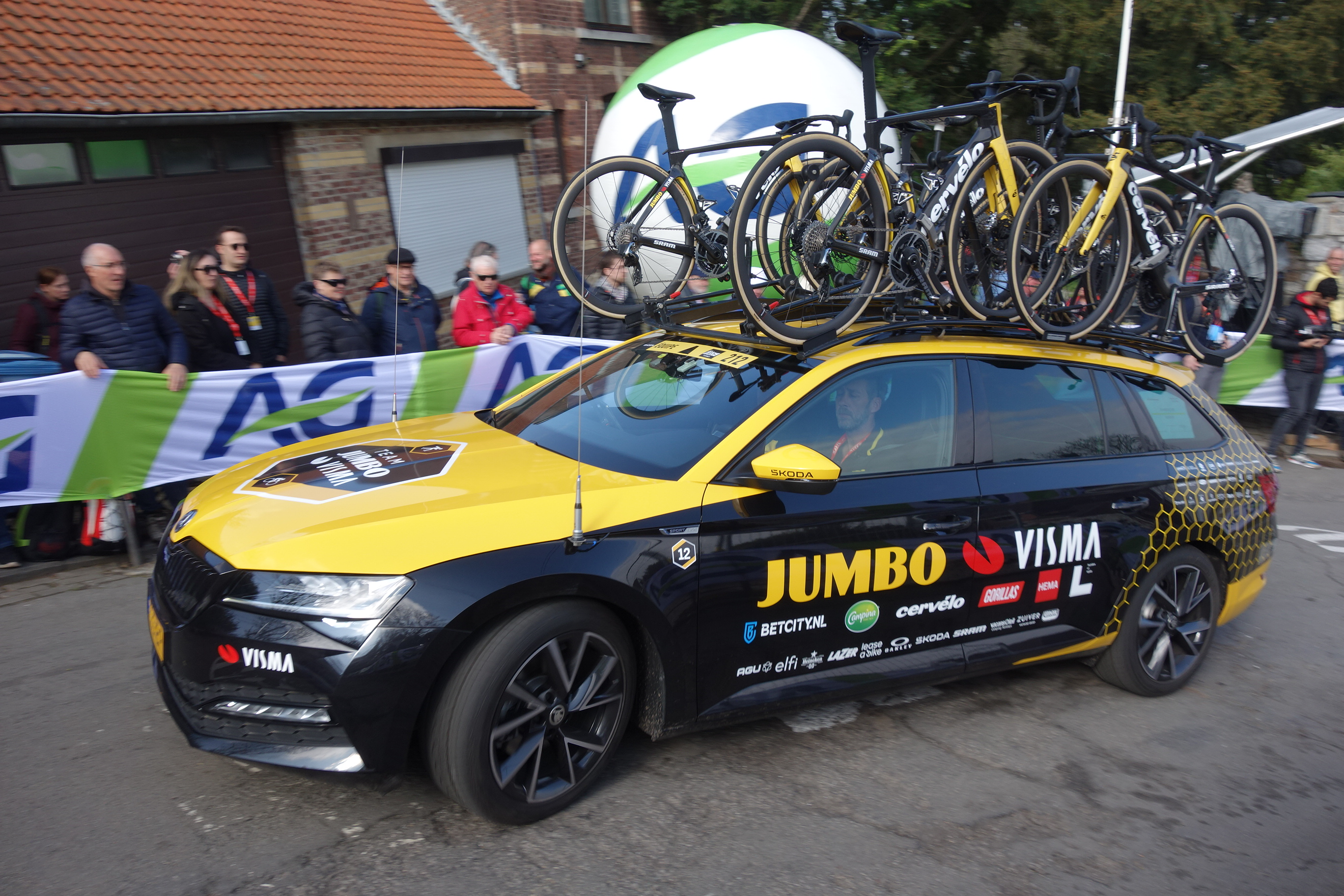
Voiture de l'équipe

## Préparation de la saison

### Arrivées et départs
L'équipe enregistre l'arrivée de la spécialiste du cyclo-cross Fem van Empel, ainsi que de trois autres néo-professionnelles ainsi que d'Eva van Agt qui compte une année d'expérience. Maud Oudeman rejoint aussi l'équipe. 
Anouska Koster est la principale perte de la formation. L'expérimentée Romy Kasper part aussi, tout comme Aafke Soet et Jip van den Bos.
| Arrivées         | Équipe 2022         |
| ---------------- | ------------------- |
| Kimberly Cadzow  | Néo-professionnelle |
| Maud Oudeman     | Canyon-SRAM Racing  |
| Rosita Reijnhout | Néo-professionnelle |
| Fem van Empel    | Néo-professionnelle |
| Eva van Agt      | Le Col-Wahoo        |
| Nienke Veenhoven | Néo-professionnelle |

| Départs         | Équipe 2023       |
| --------------- | ----------------- |
| Romy Kasper     | AG Insurance NXTG |
| Anouska Koster  | Uno-X             |
| Aafke Soet      |                   |
| Jip van den Bos |                   |

### Effectifs
| Effectif 2023            | Effectif 2023     | Effectif 2023    | Effectif 2023                            |
| Cycliste                 | Date de naissance | Pays             | Équipe précédente                        |
| ------------------------ | ----------------- | ---------------- | ---------------------------------------- |
| Carlijn Achtereekte      | 29 janvier 1990   | Pays-Bas         |                                          |
| Teuntje Beekhuis         | 18 août 1995      | Pays-Bas         | Lotto Soudal Ladies (2020)               |
| Kim Cadzow               | 18 décembre 2001  | Nouvelle-Zélande | Torelli-Cayman Islands-Scimitar (2022)   |
| Anna Henderson           | 14 novembre 1998  | Royaume-Uni      | Sunweb (2020)                            |
| Amber Kraak              | 29 juillet 1994   | Pays-Bas         |                                          |
| Coryn Labecki            | 26 août 1992      | États-Unis       | Team DSM (2021)                          |
| Riejanne Markus          | 1 septembre 1994  | Pays-Bas         | CCC-Liv (2020)                           |
| Maud Oudeman             | 29 septembre 2003 | Pays-Bas         | Canyon-SRAM Racing (2022)                |
| Linda Riedmann           | 23 mars 2003      | Allemagne        |                                          |
| Noemi Rüegg              | 19 avril 2001     | Suisse           | Stade Rochelais Charente-Maritime (2021) |
| Rosita Reijnhout         | 8 avril 2004      | Pays-Bas         |                                          |
| Karlijn Swinkels         | 28 octobre 1998   | Pays-Bas         | Parkhotel Valkenburg (2020)              |
| Fem van Empel            | 3 septembre 2002  | Pays-Bas         | Pauwels Sauzen-Bingoal (2022)            |
| Marianne Vos             | 13 mai 1987       | Pays-Bas         | CCC-Liv (2020)                           |
| Eva van Agt              | 18 mars 1997      | Pays-Bas         | Le Col-Wahoo (2022)                      |
| Nienke Veenhoven         | 20 mars 2004      | Pays-Bas         |                                          |
|                          |                   |                  |                                          |
| Source : ProCyclingStats |                   |                  |                                          |

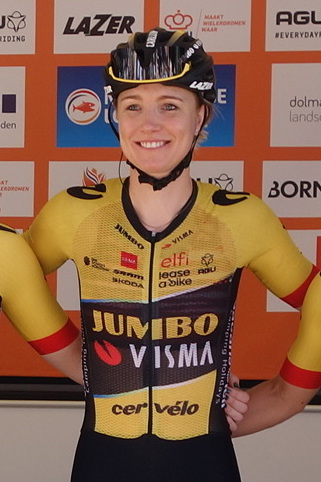
Carlijn Achtereekte
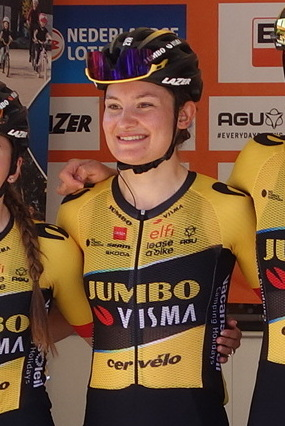
Eva van Agt
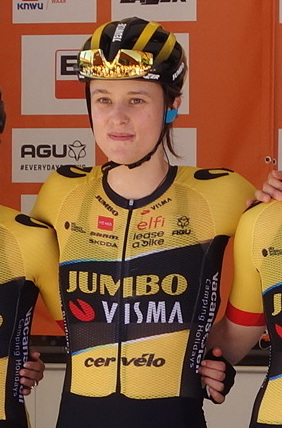
Teuntje Beekhuis
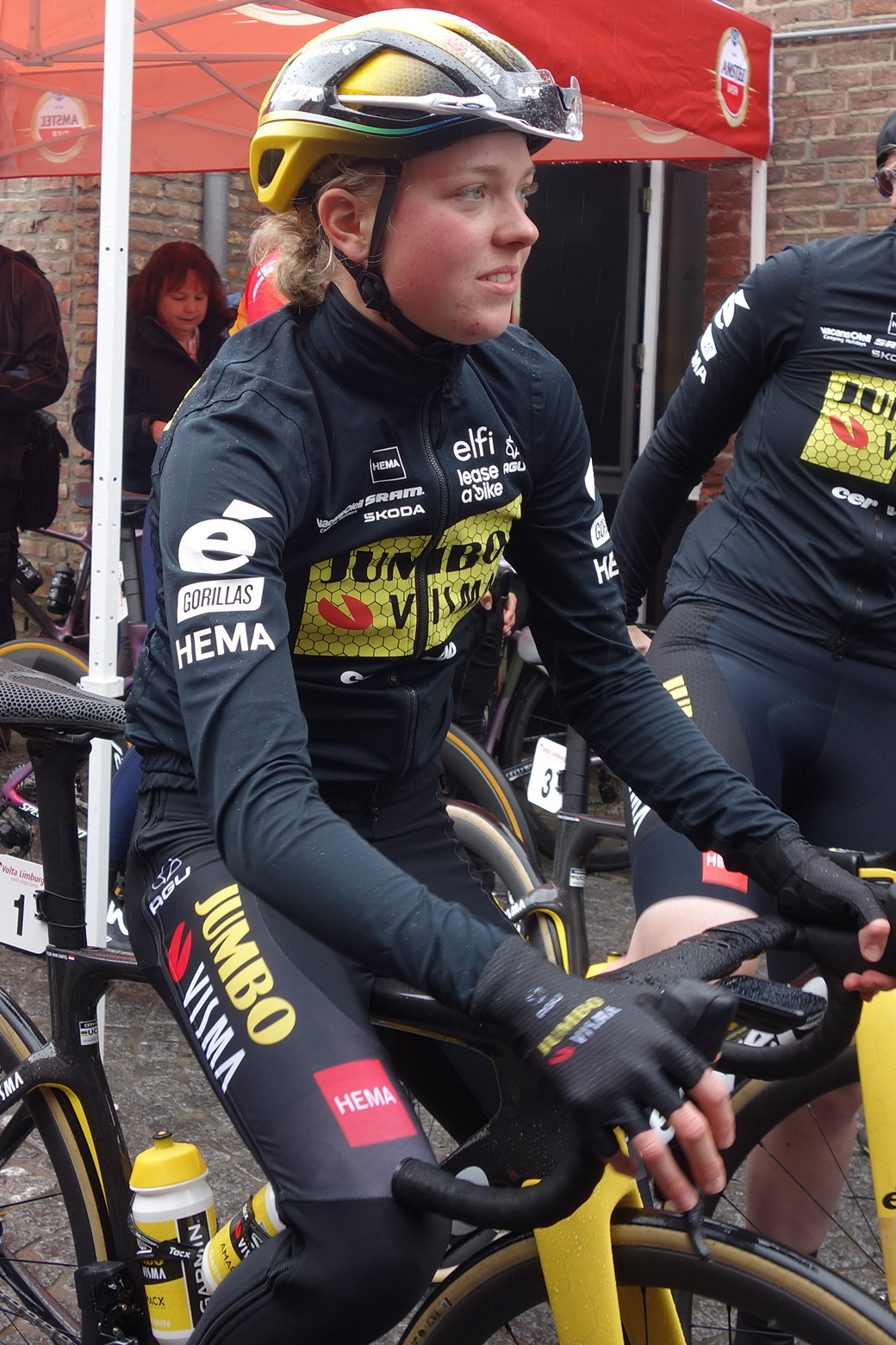
Fem van Empel
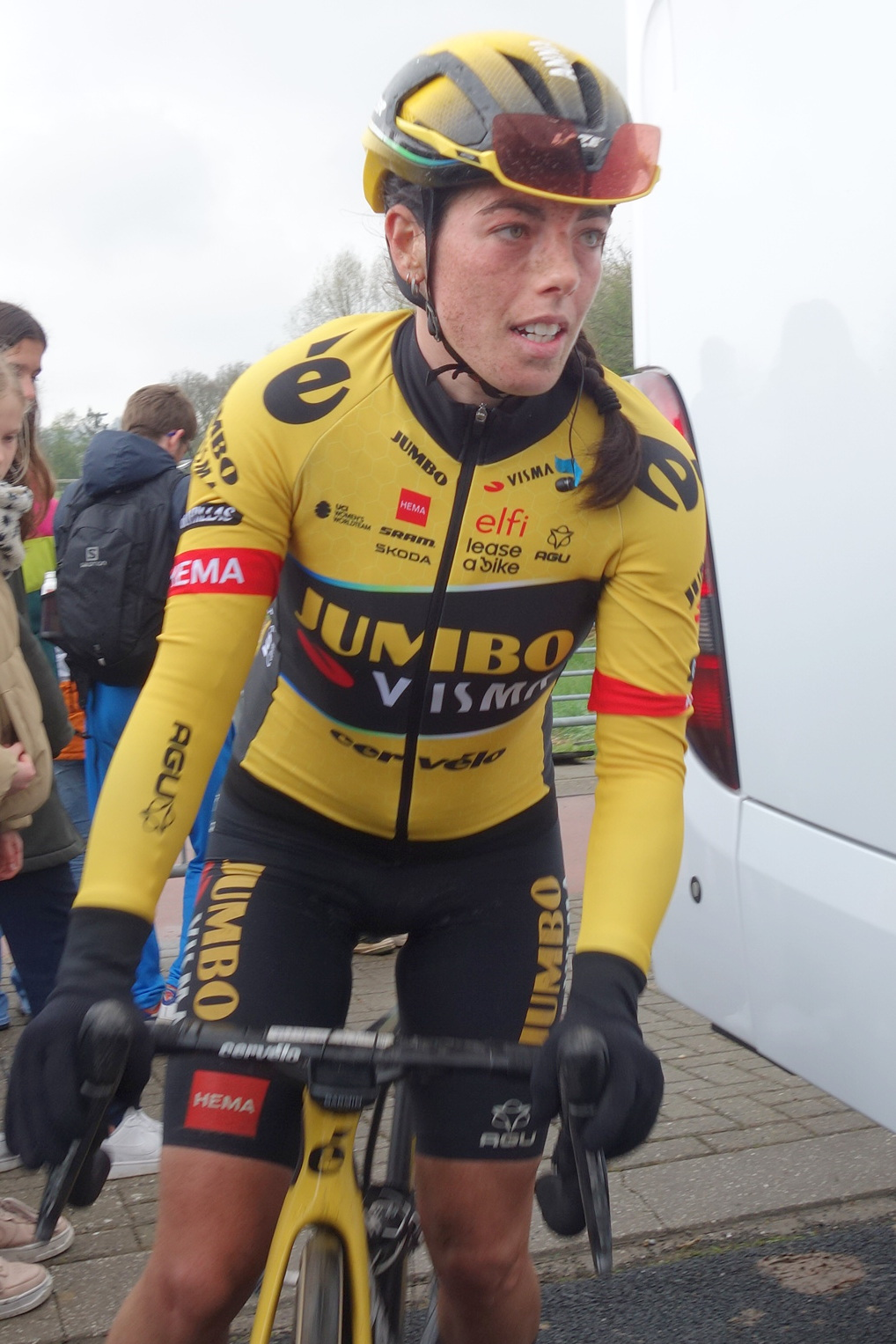
Anna Henderson
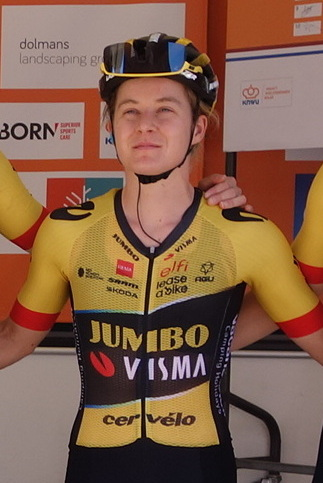
Amber Kraak
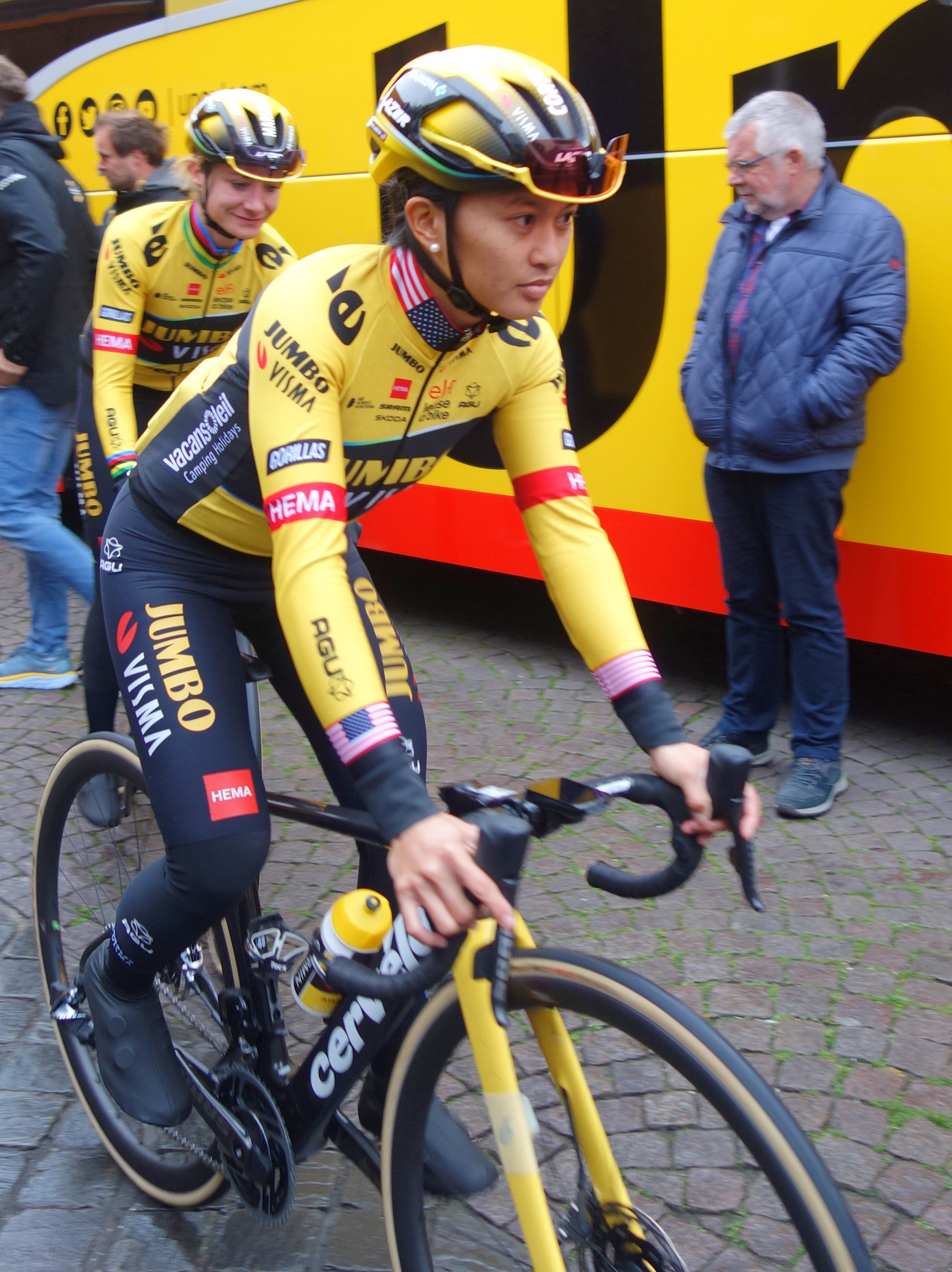
Coryn Labecki
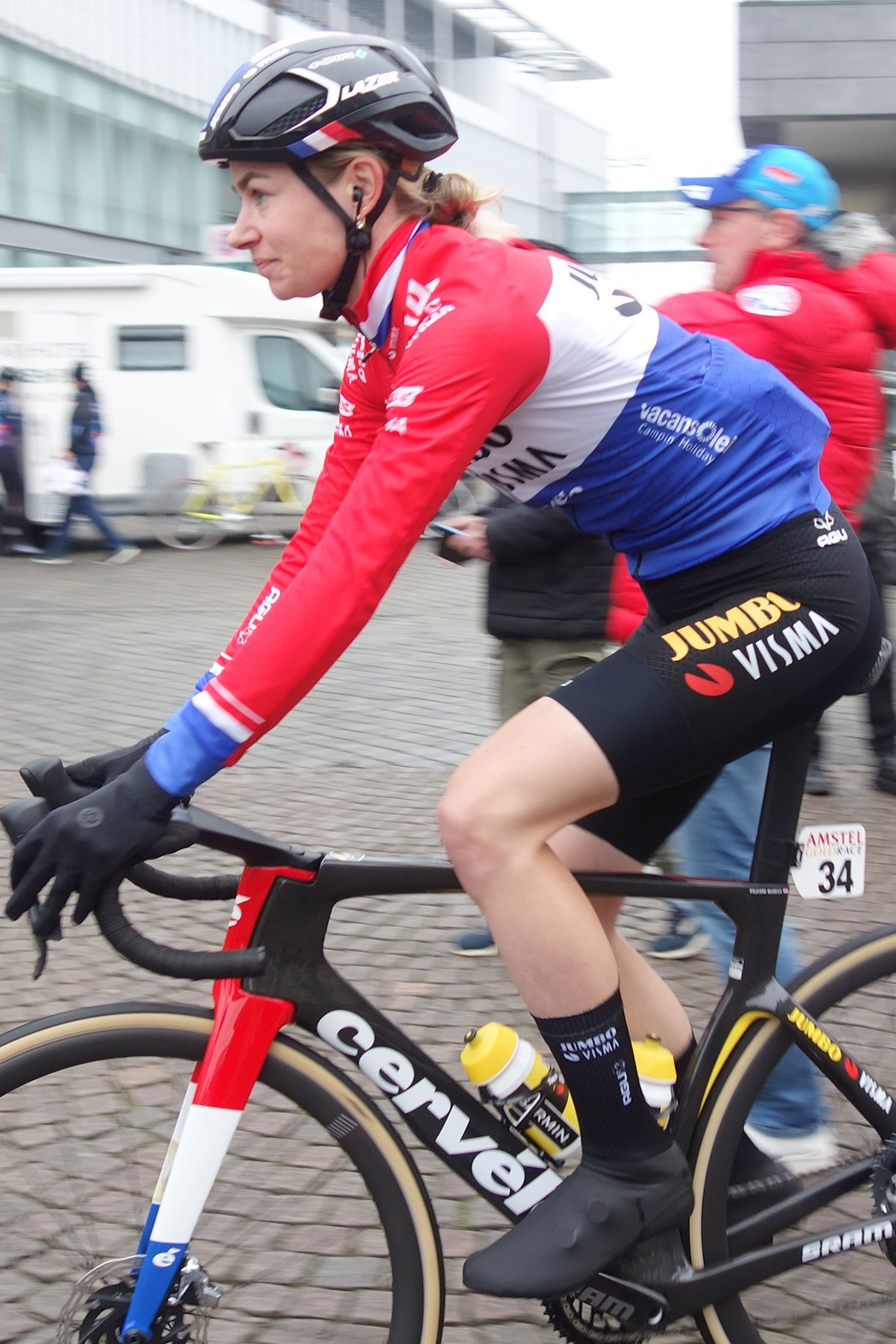
Riejanne Markus
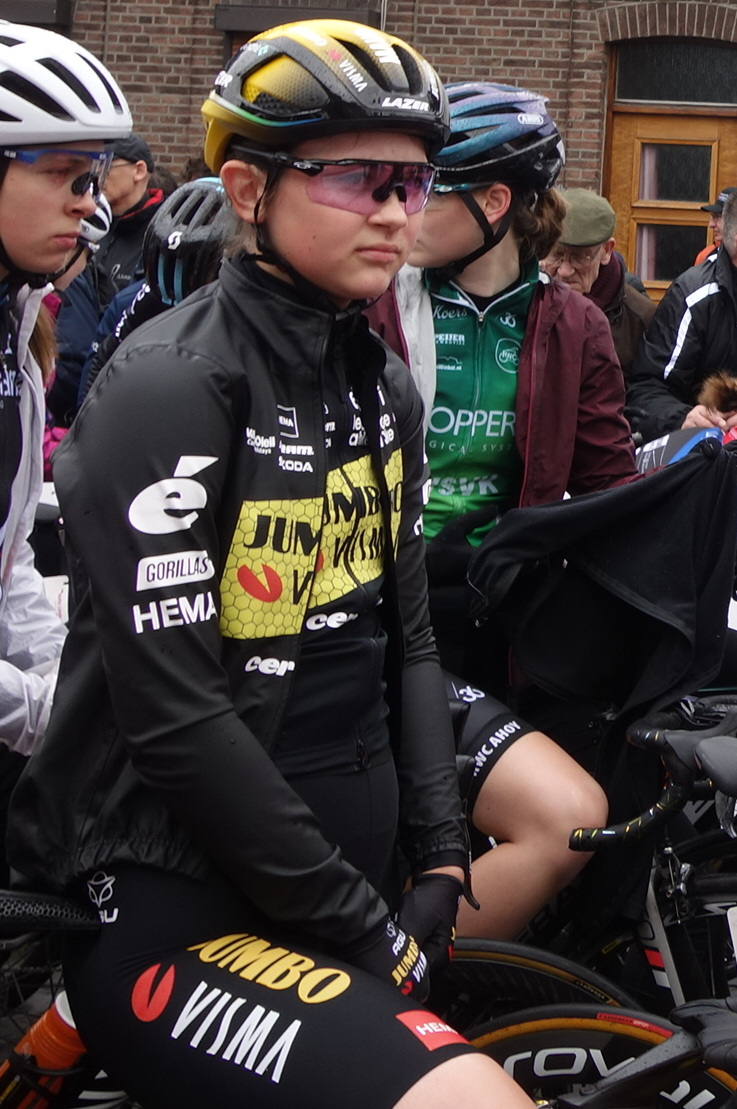
Maud Oudeman
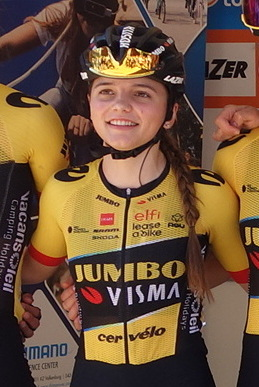
Rosita Reijnhout
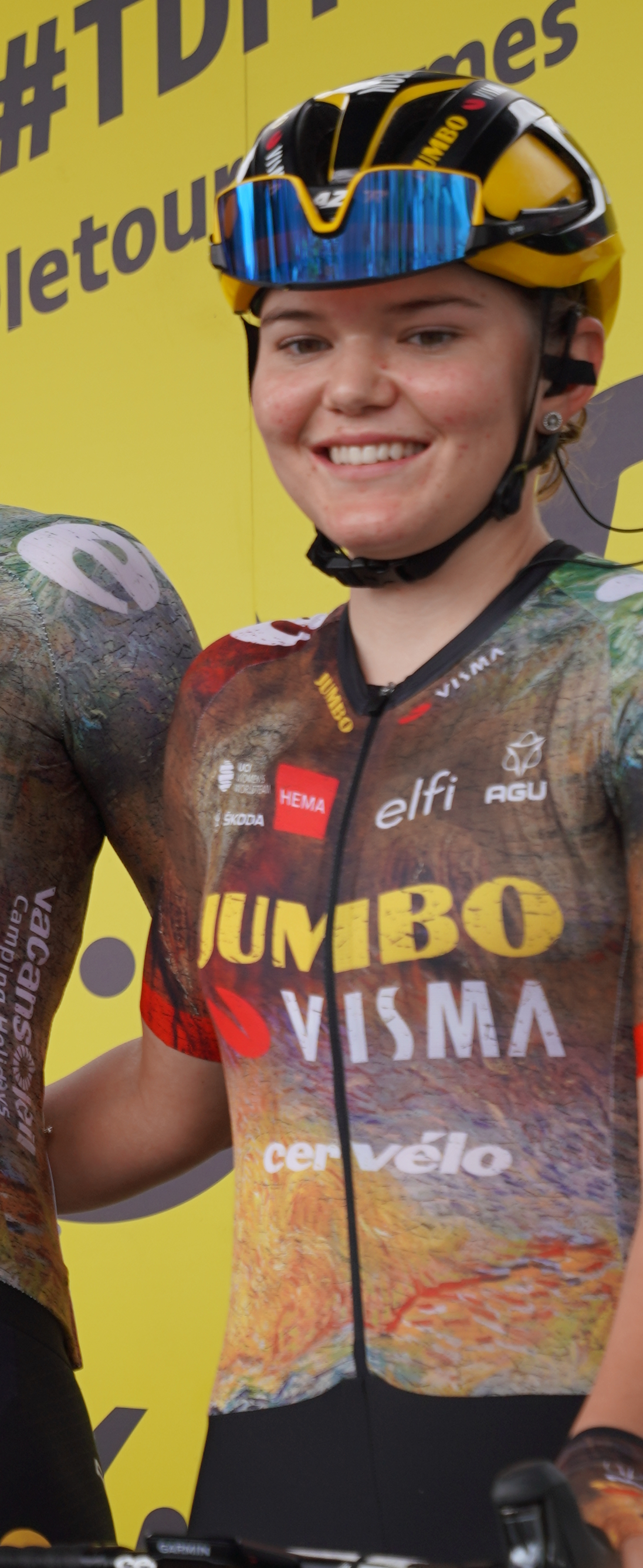
Noemi Rüegg en 2022
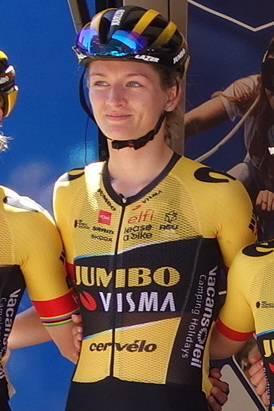
Karlijn Swinkels
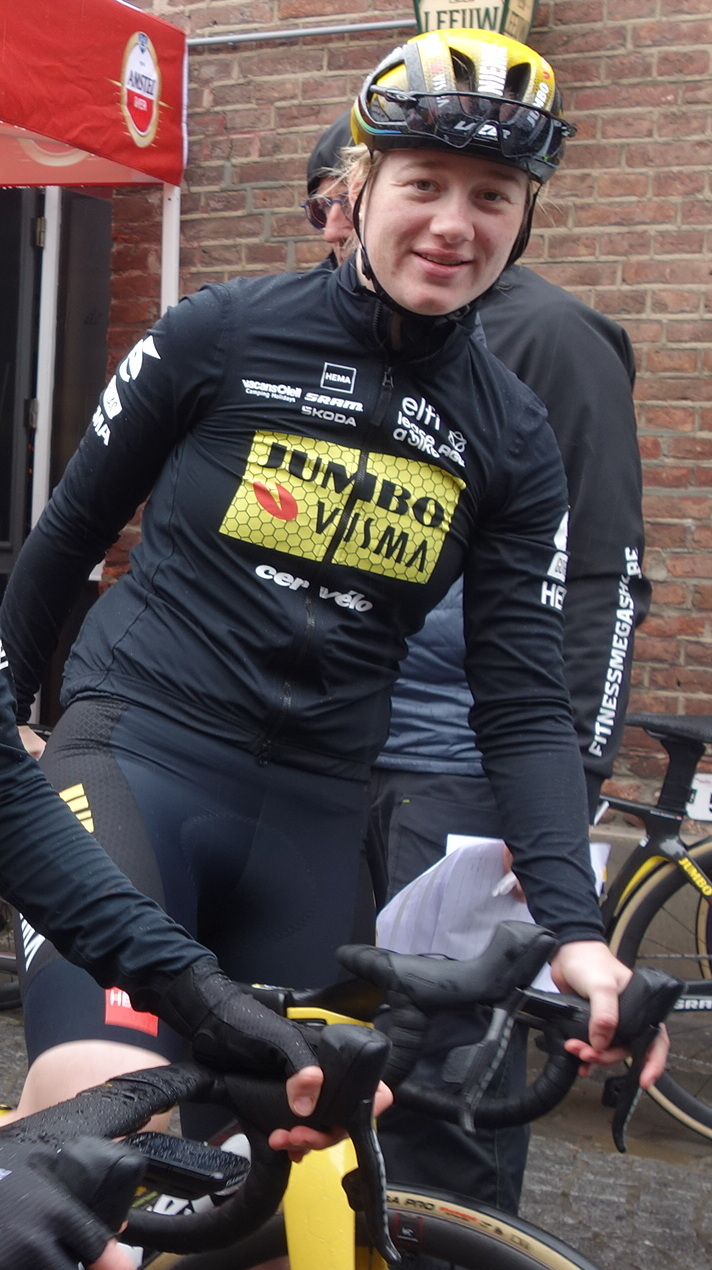
Nienke Veenhoven
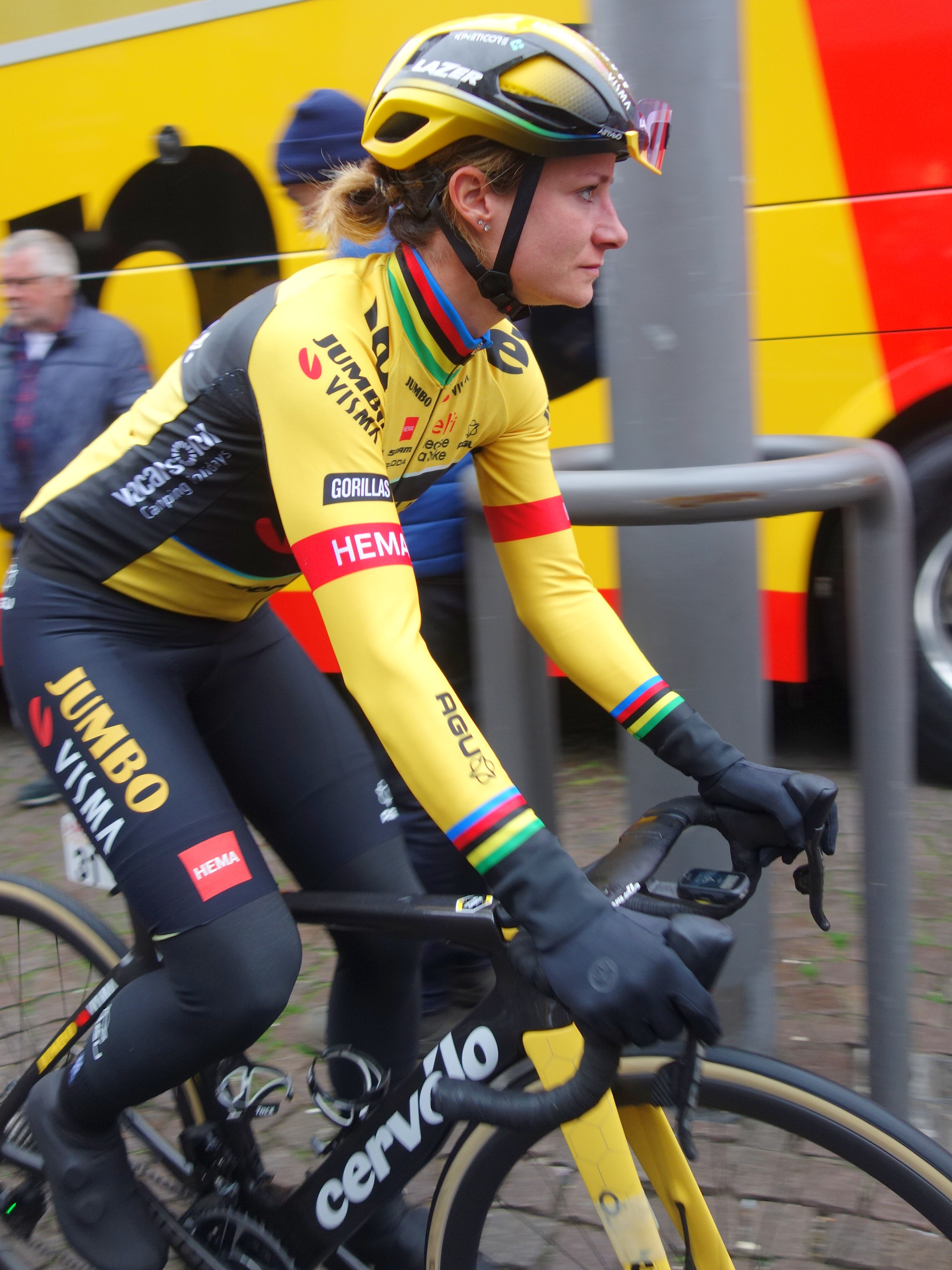
Marianne Vos

### Encadrement
Marieke van Wanroij est la directice générale et Lieselot Decroix la directrice sportive de l'équipe. Son adjoint est Carmen Small.

## Déroulement de la saison

### Janvier-Février
Fem van Empel remporte le championnat du monde de cyclo-cross au terme d'une lutte contre Puck Pieterse. Elle remporte également le classement général de la Coupe du monde après avoir remporté en 2023 la manche de Benidorm. 
Au Circuit Het Nieuwsblad, Aude Biannic et Karlijn Swinkels sortent dans le Leberg. Elles restent en tête jusque peu après le Berendries, où un regroupement général a lieu. Karlijn Swinkels se classe onzième. 

### Mars
Aux Strade Bianche, Karlijn Swinkels attaque à quarante-sept kilomètres de l'arrivée. Elle est rejointe par Kristen Faulkner. Leur avance atteint la minute trente. À trente-deux kilomètres de l'arrivée, Faulkner distance Swinkels. Riejanne Markus termine avec les favorites et est huitième. Au Tour de Drenthe, Karlijn Swinkels fait partie de l'échappée. Anna Henderson revient ensuite. Un regroupement a lieu à trente-trois kilomètres de l'arrivée. Karlijn Swinkels est huitième du sprint.
Au Trofeo Alfredo Binda-Comune di Cittiglio, dans la côte d'Orino, Eleonora Ciabocco attaque. Karlijn Swinkels la rejoint. Loes Adegeest part en chasse plus loin, mais n'opère la jonction qu'au pied de la côte de Casalzuigno dans l'avant-dernier tour. Leur avance est alors de cinquante secondes. La formation Trek-Segafredo les reprend avant la côte d'Orino. À Gand-Wevelgem, dans le mont Kemmel, Lotte Kopecky mène devant Katarzyna Niewiadoma et Anna Henderson. Le trio a un peu d'avance, mais elles ne poursuivent pas leur effort. Shari Bossuyt attaque à dix-huit kilomètres de l'arrivée. Cela provoque la formation d'un groupe de sept avec Henderson. Ce groupe est repris dans les derniers mètres. Karlijn Swinkels est quatrième de la course. Sur À travers les Flandres, dans la côte du Trieu, Marianne Vos, marquée par Marlen Reusser, sort et revient sur l'échappée. À trente kilomètres de l'arrivée, elle profite du secteur pavé de Doorn pour placer une offensive. Seule Marianne Vos peut la suivre. Trek-Segafredo mène la poursuite et reprend Vos et Reusser. Demi Vollering part plus loin seule. Marianne Vos est troisième de la course.

### Avril

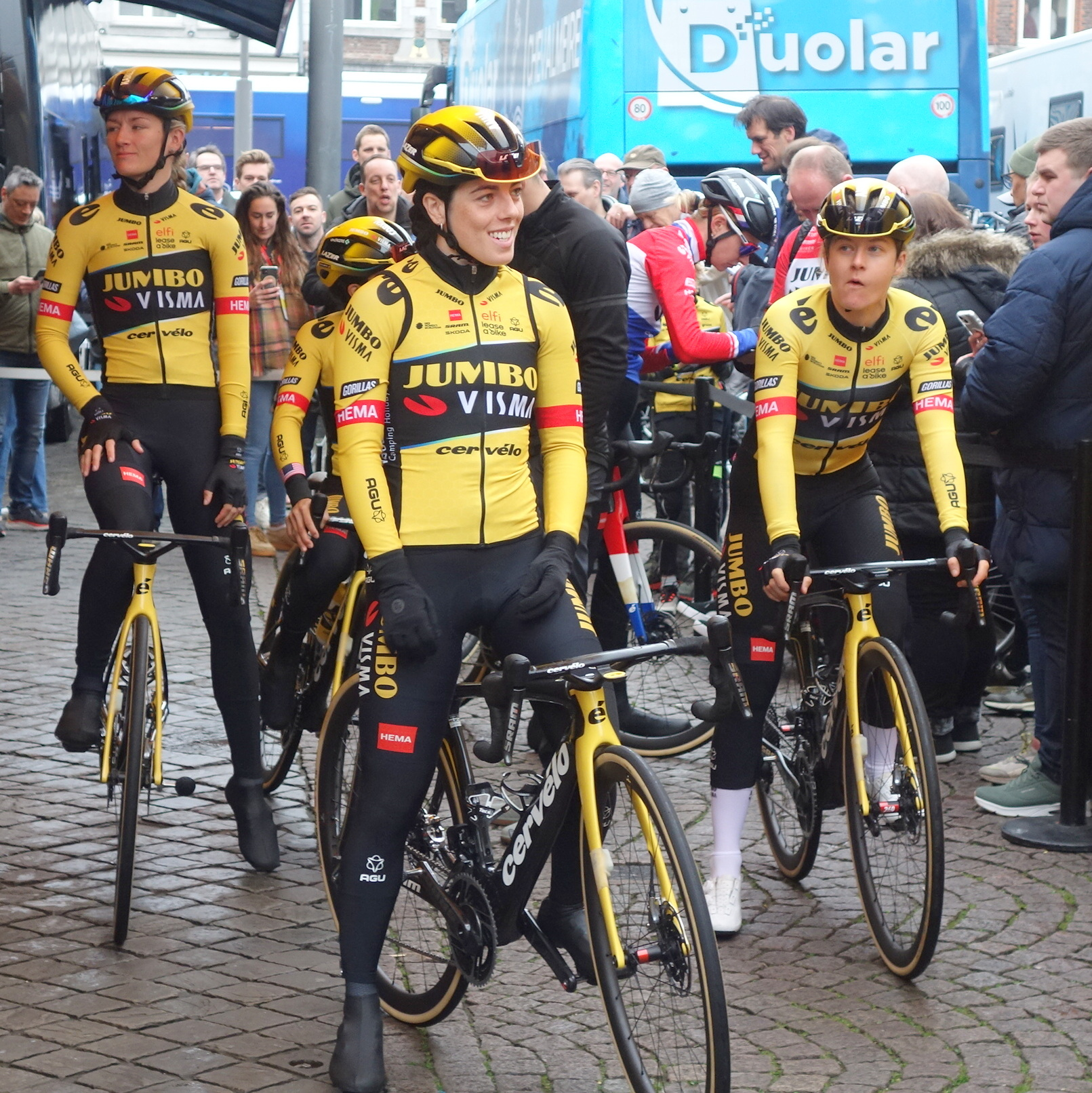
Au départ de l'Amstel Gold Race

Au Tour des Flandres, Anna Henderson ne fait partie du groupe de tête, mais prend la neuvième place. À Paris-Roubaix, l'équipe est piègée par l'échappée qui se dispute la victoire. Marianne Vos est dixième.
Sur Liège-Bastogne-Liège, la côte de Stockeu permet à Amanda Spratt, Marlen Reusser, Katarzyna Niewiadoma, Esmée Peperkamp et Anna Henderson de s'échapper. Elles comptent jusqu'à une minute quinze d'avance. La côte de la redoute, provoque un regroupement partiel. Après la Roche-aux-Faucons, Riejanne Markus revient sur le groupe de poursuite. Elle est quatrième de la course.

### Mai
Au Tour d'Espagne, la formation Jumbo-Visma remporte le contre-la-montre par équipes inaugural avec une seconde d'avance sur Canyon-SRAM. Anna Henderson prend la tête du classement général. Le lendemain, Marianne Vos est devancée par Charlotte Kool au sprint. Elle prend tout de même la tête du classement général. Elle a plus de succès sur les deux étapes suivantes où elle lève les bras. Sur la montagneuse cinquième étape, Riejanne Markus se classe septième. Marianne Vos perd le maillot rouge. Dans la sixième étape, Annemiek van Vleuten attaque dès le pied de la première difficulté du jour, l'Alto de Fuente de las Varas. Gaia Realini, Évita Muzic, Erica Magnaldi, Juliette Labous, Riejanne Markus et Mavi García sont les seules à parvenir à la suivre. Markus est neuvième. Elle est ensuite septième de l'ultime étape. Elle est quatrième du classement général final. Marianne Vos gagne le classement par points. 
Au Tour du Pays basque, Amber Kraak est cinquième du sprint de la deuxième étape. Eva van Agt est neuvième du classement général final. À la Classique féminine de Navarre, peu avant la première difficulté : l'Alto del Perdon qui est situé à trente kilomètres de l'arrivée, elles ne sont plus que quatre en tête : Ella Harris, Elena Pirrone, Karlijn Swinkels et Mareille Meijering. Elles ont une avance d'une minute. Dans la dernière montée, le Muro de Galar, Meijering attaque. Seule Harris parvient à la suivre. Le peloton, alors constitué de douze coureuses, les reprend néanmoins dans la descente. Riejanne Markus place une accélération à onze kilomètres de la ligne et n'est plus reprise.
À la RideLondon-Classique, Teuntje Beekhuis est sixième de la première étape. Anna Henderson est septième de la dernière étape. Au classement général, Teuntje Beekhuis est septième. Jumbo-Visma est la meilleure équipe.

### Juin

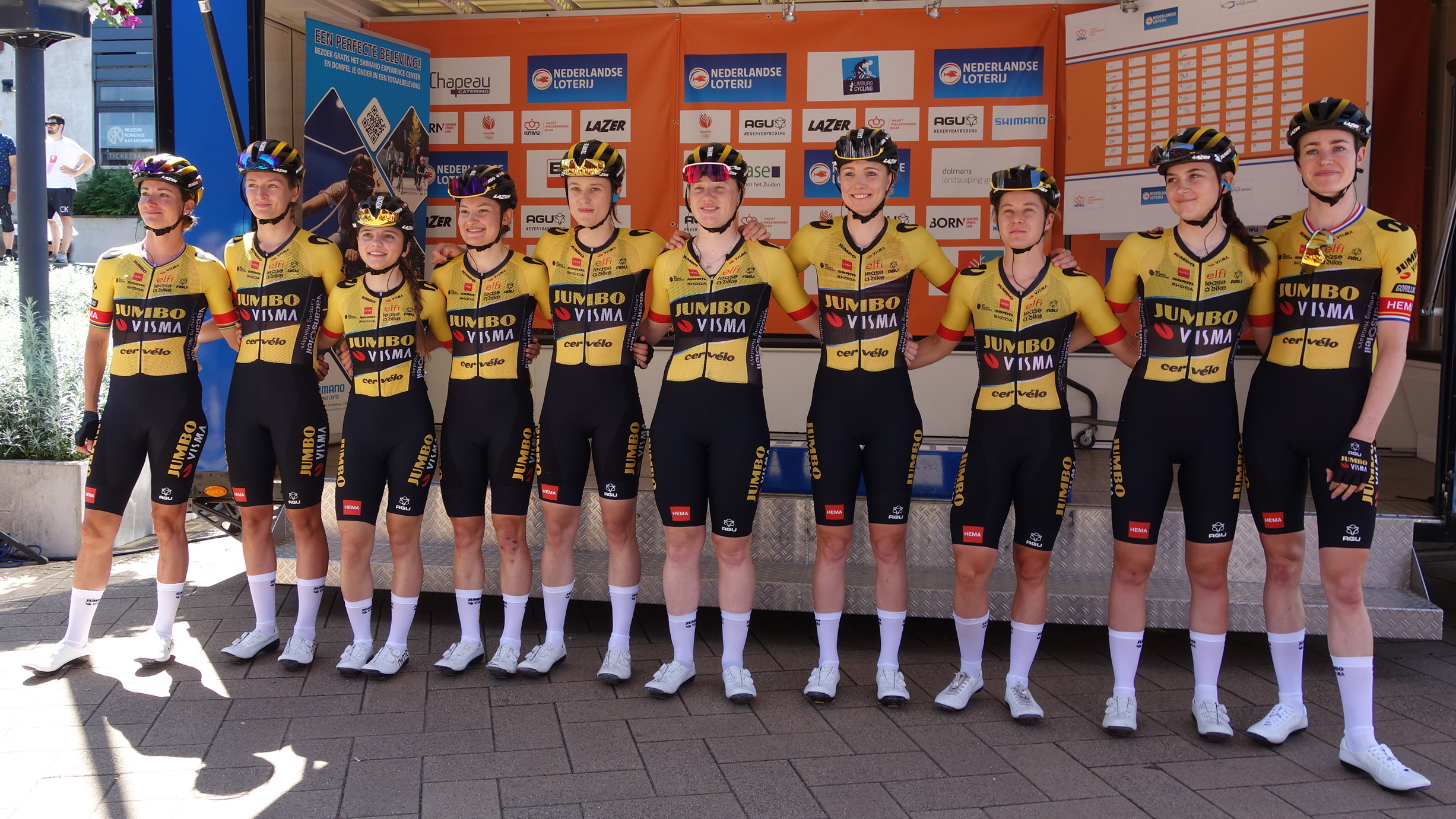
Équipe au départ des championnats des Pays-Bas

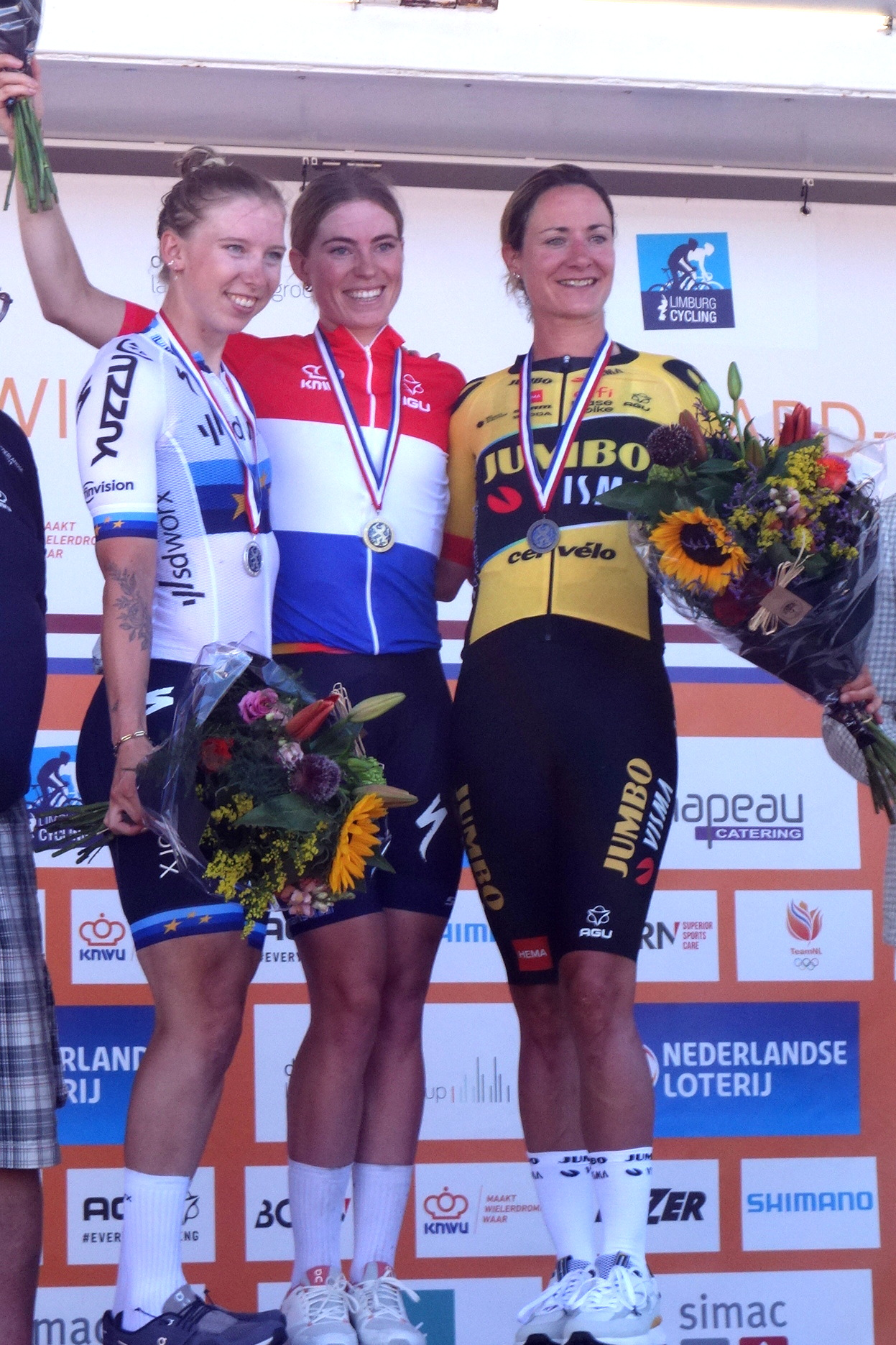
Podium des championnats des Pays-Bas

Au Tour de Suisse, Amber Kraak est cinquième du contre-la-montre. Sur la troisième étape, Eva van Agt fait partie de l'échappée. Elles sont rattrapées dans le final. Amber Kraak est neuvième de l'épreuve. 
Riejanne Markus remporte le titre de championne des Pays-Bas du contre-la-montre. Marianne Vos est troisième de la course en ligne.

### Juillet
Au Tour d'Italie, Marianne Vos est deuxième de la troisième étape, battue au sprint par Lorena Wiebes. Elles sont dans le même ordre le lendemain pour régler le peloton, mais il y a trois échappées devant. Fem van Empel est neuvième de la difficile cinquième étape. Elle est de nouveau à cette place le lendemain. Sur la septième étape, elle tente de partir, mais sans succès. Marianne Vos est deuxième du sprint de l'ultime étape derrière Chiara Consonni. Fem van Empel est onzième du classement général. C'est la première fois en douze participations au Tour d'Italie, que Marianne Vos ne gagne pas d'étape.

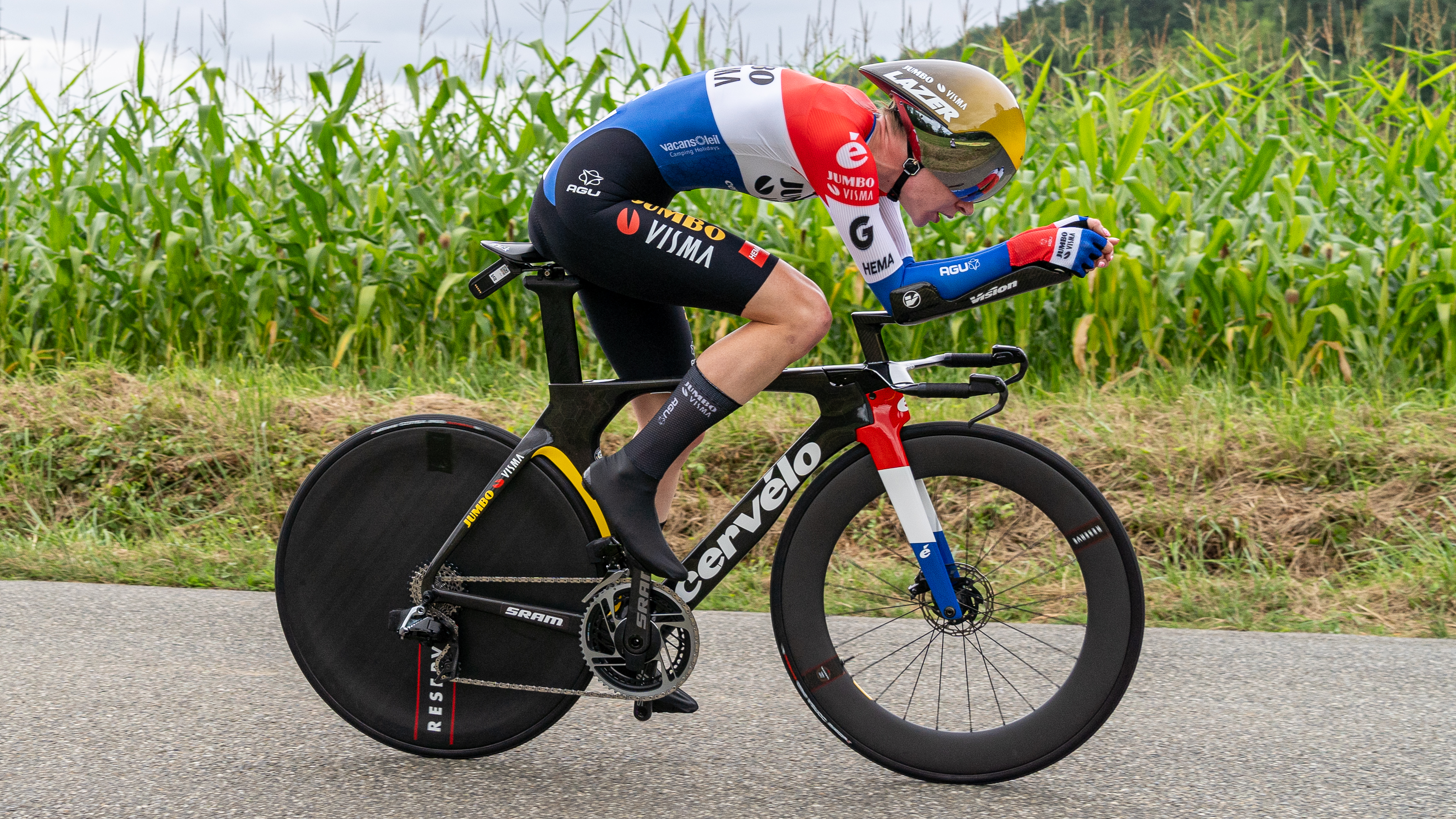
Riejanne Markus lors du contre-la-montre au Tour de France

Au Tour de France, Marianne Vos est quatrième du sprint de la première étape. Elle est ensuite deuxième de la troisième étape derrière Lorena Wiebes. Riejanne Markus est sixième de la cinquième étape. Marianne Vos est quatrième le lendemain du sprint. Riejanne Markus se classe cinquième du contre-la-montre final. Cela lui permet de prendre la onzième place finale. 

### Août
Aux championnats du monde du contre-la-montre, Anna Henderson est quatrième, tandis que Riejanne Markus prend la neuvième place. Sur la course en ligne, elles font toutes les deux parties d'un groupe d'échappée éphémère à mi-course. Markus termine neuvième de la course.  
Au Tour de Scandinavie, Kim Cadzow est troisième du sprint de la deuxième étape en haut du Norefjell. Le lendemain, Amber Kraak est quatrième. Elle se classe ensuite deuxième du contre-la-montre. Elle conclut l'épreuve à la troisième place du classement général.
Au Grand Prix de Plouay, Amber Kraak est dans le groupe de tête, la mieux classée est Karlijn Swinkels à la septième place.

### Septembre

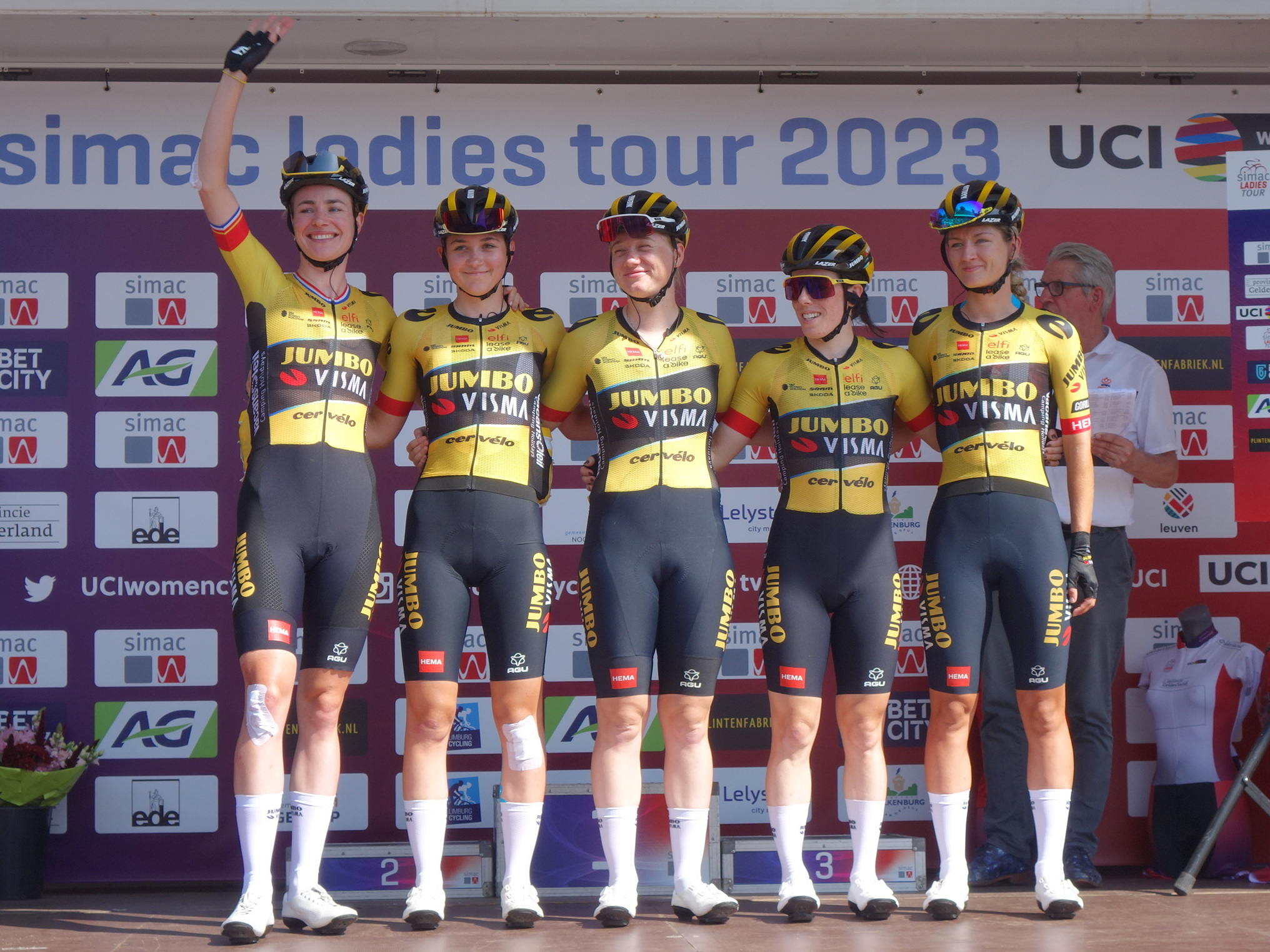
Équipe au Simac Ladies Tour

Au Simac Ladies Tour, Riejanne Markus est deuxième du prologue derrière Charlotte Kool. Anna Henderson est sixième. Markus est de nouveau deuxième du contre-la-montre, cette fois derrière Lotte Kopecky. Henderson est quatrième. Lors de la quatrième étape, qui se conclut dans le Cauberg, Riejanne Markus doit abandonner la course sur chute. Anna Henderson prend la cinquième place. La Britannique termine troisième de la course. Karlijn Swinkels se classe huitième. Cette dernière est également la meilleure grimpeuse. 
Karlijn Swinkels remporte le Tour de la Semois ainsi que ses deux étapes.
Au Tour de Romandie, Fem van Empel est cinquième de la première étape. Elle est deuxième de la dernière étape derrière Liane Lippert.
Au championnat d'Europe du contre-la-montre, Anna Henderson est deuxième devancée par Marlen Reusser. Riejanne Markus est septième. Anna Henderson se classe huitième de la course en ligne.

### Octobre
En cyclo-cross, Fem Van Empel continue sur sa lancée de début d'année en remportant de nombreux succès dans toutes les compétitions importantes. Elle remporte notamment les championnats d'Europe.

## Victoires

### Sur route
| Victoires | Victoires                                                       | Victoires | Victoires | Victoires        | Victoires |
| Date      | Course                                                          | Pays      | Classe    | Vainqueur        |           |
| --------- | --------------------------------------------------------------- | --------- | --------- | ---------------- | --------- |
| 1 mai     | 1re étape du Tour d'Espagne                                     | Espagne   | 2.WWT     | Team Jumbo-Visma |           |
| 3 mai     | 3e étape du Tour d'Espagne                                      | Espagne   | 2.WWT     | Marianne Vos     |           |
| 4 mai     | 4e étape du Tour d'Espagne                                      | Espagne   | 2.WWT     | Marianne Vos     |           |
| 10 mai    | Clasica Femenina Navarra                                        | Espagne   | 1.Pro     | Riejanne Markus  |           |
| 21 juin   | Championnat des Pays-Bas du contre-la-montre                    | Pays-Bas  | CN        | Riejanne Markus  |           |
| 12 août   | La Périgord Ladies                                              | France    | 1.2       | Amber Kraak      |           |
| 15 sept.  | 1re étape du Tour de la Semois                                  | Belgique  | 2.2       | Karlijn Swinkels |           |
| 16 sept.  | Classement général, Tour de la Semois                           | Belgique  | 2.2       | Karlijn Swinkels |           |
| 16 sept.  | 2e étape du Tour de la Semois                                   | Belgique  | 2.2       | Karlijn Swinkels |           |
| 1 oct.    | Switzerland National Road Cycling Championships - Women U23 ITT | Suisse    | CN        | Noemi Rüegg      |           |

### En cyclo-cross
| Date         | Course                               | Pays       | Classe | Vainqueur     |
| ------------ | ------------------------------------ | ---------- | ------ | ------------- |
| 1er janvier  | Baal                                 | Belgique   | C1     | Fem van Empel |
| 22 janvier   | Benidorm                             | Espagne    | CDM    | Fem van Empel |
| 28 janvier   | Hamme-Zogge                          | Belgique   | C1     | Fem van Empel |
| 4 février    | Championnats du monde de cyclo-cross | Pays-Bas   | CM     | Fem van Empel |
| 12 février   | Lille                                | Belgique   | C1     | Fem van Empel |
| 19 février   | Bruxelles                            | Belgique   | C1     | Fem van Empel |
| 8 octobre    | Beringen                             | Belgique   | C2     | Fem van Empel |
| 15 octobre   | Waterloo                             | États-Unis | CDM    | Fem van Empel |
| 22 octobre   | Overijse                             | Belgique   | C1     | Fem van Empel |
| 24 octobre   | Woerden                              | Pays-Bas   | C2     | Fem van Empel |
| 29 octobre   | Maasmechelen                         | Belgique   | CDM    | Fem van Empel |
| 1er novembre | Koppenberg                           | Belgique   | C1     | Fem van Empel |
| 5 novembre   | Championnats d'Europe de cyclo-cross | France     | CC     | Fem van Empel |
| 25 novembre  | Courtrai                             | Belgique   | C2     | Fem van Empel |
| 2 décembre   | Boom                                 | Belgique   | C1     | Fem van Empel |
| 16 décembre  | Herentals                            | Belgique   | C2     | Fem van Empel |
| 23 décembre  | Anvers                               | Belgique   | CDM    | Fem van Empel |
| 27 décembre  | Zolder                               | Belgique   | C1     | Fem van Empel |

### Résultats sur les courses majeures

#### World Tour
| UCI Women's World Tour | UCI Women's World Tour | UCI Women's World Tour | UCI Women's World Tour                   | UCI Women's World Tour | UCI Women's World Tour | UCI Women's World Tour |
| Date                   | n°                     | Pays                   | Course                                   | Meilleure coureuse     | Classement             |                        |
| ---------------------- | ---------------------- | ---------------------- | ---------------------------------------- | ---------------------- | ---------------------- | ---------------------- |
| 15 – 17 janv.          | 1                      | Australie              | Women's Tour Down Under                  | -                      | -                      |                        |
| 28 janv.               | 2                      | Australie              | Cadel Evans Great Ocean Road Race Women  | -                      | -                      |                        |
| 9 – 12 fév.            | 3                      | Émirats arabes unis    | Tour des Émirats arabes unis             | -                      | -                      |                        |
| 25 fév.                | 4                      | Belgique               | Circuit Het Nieuwsblad                   | Karlijn Swinkels       | 11e                    |                        |
| 4 mars                 | 5                      | Italie                 | Strade Bianche                           | Riejanne Markus        | 8e                     |                        |
| 11 mars                | 6                      | Pays-Bas               | Tour de Drenthe                          | Karlijn Swinkels       | 8e                     |                        |
| 19 mars                | 7                      | Italie                 | Trofeo Alfredo Binda-Comune di Cittiglio | Marianne Vos           | 20e                    |                        |
| 23 mars                | 8                      | Belgique               | Classic Bruges-La Panne                  | -                      | -                      |                        |
| 26 mars                | 9                      | Belgique               | Gand-Wevelgem                            | Karlijn Swinkels       | 4e                     |                        |
| 2 avr.                 | 10                     | Belgique               | Tour des Flandres                        | Anna Henderson         | 9e                     |                        |
| 8 avr.                 | 11                     | France                 | Paris-Roubaix                            | Marianne Vos           | 10e                    |                        |
| 16 avr.                | 12                     | Pays-Bas               | Amstel Gold Race                         | Riejanne Markus        | 14e                    |                        |
| 19 avr.                | 13                     | Belgique               | Flèche wallonne                          | Eva van Agt            | 18e                    |                        |
| 23 avr.                | 14                     | Belgique               | Liège-Bastogne-Liège                     | Riejanne Markus        | 4e                     |                        |
| 1 – 7 mai              | 15                     | Espagne                | Tour d'Espagne                           | Riejanne Markus        | 4e                     |                        |
| 12 – 14 mai            | 16                     | Espagne                | Tour du Pays basque                      | Eva van Agt            | 9e                     |                        |
| 18 – 21 mai            | 17                     | Espagne                | Tour de Burgos                           | -                      | -                      |                        |
| 26 – 28 mai            | 18                     | Royaume-Uni            | RideLondon-Classique                     | Teuntje Beekhuis       | 7e                     |                        |
| 17 – 20 juin           | 19                     | Suisse                 | Tour de Suisse                           | Amber Kraak            | 9e                     |                        |
| 30 juin – 9 juill.     | 20                     | Italie                 | Tour d'Italie                            | Fem van Empel          | 11e                    |                        |
| 23 – 30 juill.         | 21                     | France                 | Tour de France Femmes                    | Riejanne Markus        | 11e                    |                        |
| 23 – 27 août           | 22                     | Norvège                | Tour de Scandinavie                      | Amber Kraak            | 3e                     |                        |
| 2 sept.                | 23                     | France                 | Grand Prix de Plouay                     | Karlijn Swinkels       | 7e                     |                        |
| 5 – 10 sept.           | 24                     | Pays-Bas               | Simac Ladies Tour                        | Anna Henderson         | 3e                     |                        |
| 15 – 17 sept.          | 25                     | Suisse                 | Tour de Romandie                         | Fem van Empel          | 16e                    |                        |
| 12 – 14 oct.           | 26                     | Chine                  | Tour de l'île de Chongming               | -                      | -                      |                        |
| 17 oct.                | 27                     | Chine                  | Tour du Guangxi                          | -                      | -                      |                        |

#### Grands tours
| Grand tour            | Tour d'Espagne                              | Tour d'Italie       | Tour de France        |
| --------------------- | ------------------------------------------- | ------------------- | --------------------- |
| Coureuse (classement) | Riejanne Markus (4e)                        | Fem van Empel (11e) | Riejanne Markus (11e) |
| Accessits             | Classement par points, 3 victoires d'étapes | -                   | -                     |

## Classement mondial
| Classement UCI | Classement UCI      | Classement UCI   | Classement UCI |
| Coureuse       | Coureuse            | Pays             | Points         |
| -------------- | ------------------- | ---------------- | -------------- |
| 22e            | Riejanne Markus     | Pays-Bas         | 1336.5 pts     |
| 25e            | Anna Henderson      | Royaume-Uni      | 1240.1 pts     |
| 45e            | Karlijn Swinkels    | Pays-Bas         | 807 pts        |
| 52e            | Marianne Vos        | Pays-Bas         | 722.1 pts      |
| 56e            | Amber Kraak         | Pays-Bas         | 673.1 pts      |
| 120e           | Noemi Rüegg         | Suisse           | 313.1 pts      |
| 150e           | Fem van Empel       | Pays-Bas         | 259 pts        |
| 212e           | Teuntje Beekhuis    | Pays-Bas         | 173 pts        |
| 221e           | Eva van Agt         | Pays-Bas         | 168.1 pts      |
| 259e           | Coryn Labecki       | États-Unis       | 136.1 pts      |
| 315e           | Kim Cadzow          | Nouvelle-Zélande | 109 pts        |
| 344e           | Linda Riedmann      | Allemagne        | 93 pts         |
| 444e           | Carlijn Achtereekte | Pays-Bas         | 64 pts         |
| 712e           | Rosita Reijnhout    | Pays-Bas         | 29 pts         |
| 792e           | Nienke Veenhoven    | Pays-Bas         | 20 pts         |
| 1121e          | Maud Oudeman        | Pays-Bas         | 5 pts          |

Jumbo-Visma est huitième du classement par équipes.